# Daddy Rolling Stone
Pour les articles homonymes, voir Rolling Stones (homonymie).
Pistes de My Generation
Bald Headed Woman Leaving Here
Daddy Rolling Stone est une chanson écrite et interprétée par Otis Blackwell en 1953, reprise notamment par le groupe The Who en 1965. Elle fut également un tube en Jamaïque pour Derek Martin.

## Genèse et enregistrement
Arrangée par Derek Martin en 1963, le groupe The Who en a joué une reprise, parue en Europe en face B du single Anyway, Anyhow, Anywhere en 1965.
L'enregistrement de cette version a eu lieu aux IBC Studios, du 12 au 14 octobre 1965,.
Une version stéréo de Daddy Rolling Stone est présente sur le coffret Thirty Years of Maximum R&B. Le titre figure également dans l'édition Deluxe de My Generation de 1995

## En concert
Pour John Entwistle, bassiste des Who : 
« C'était une des chansons que nous aimions le plus jouer en concert. »